# Megali Magula
Megali Magula o Megali Magoula (en griego, Μεγάλη Μαγούλα) es un yacimiento arqueológico situado en una colina ubicada cerca del pueblo de Galatás, en el municipio de Trizinia-Metana, en Grecia. Las excavaciones han sido dirigidas por Eleni Konsolaki. Muchos de los hallazgos se encuentran expuestos en el Museo Arqueológico de Poros.
En este yacimiento arqueológico, ubicado a unos 2 km de la antigua Trecén se han encontrado los restos de un asentamiento fortificado del periodo Heládico Medio —sin embargo, no parece haber sido habitada en el Heládico Tardío— y tres tumbas abovedadas. Las fortificaciones de la acrópolis fueron utilizadas también mucho más tarde, en el periodo helenístico. El ajuar funerario de una de las tumbas abarca periodos comprendidos entre el Heládico Medio III y Heládico Tardío I (en torno al siglo XVI a. C.), y el de los otros dos está entre el Heládico Tardío IIB y el Heládico Tardío IIIB. Las grandes dimensiones de uno de estos últimos, cuya cámara tenía un diámetro de 11 m, sugiere que haya servido de enterramiento de un gobernante local e incluso se la ha relacionado con el mítico Teseo. Los objetos encontrados incluyen una espada de bronce, figurillas de terracota, joyas de oro y un ánfora cananita.

Algunos objetos de Megali Magula expuestos en el Museo Arqueológico de Poros
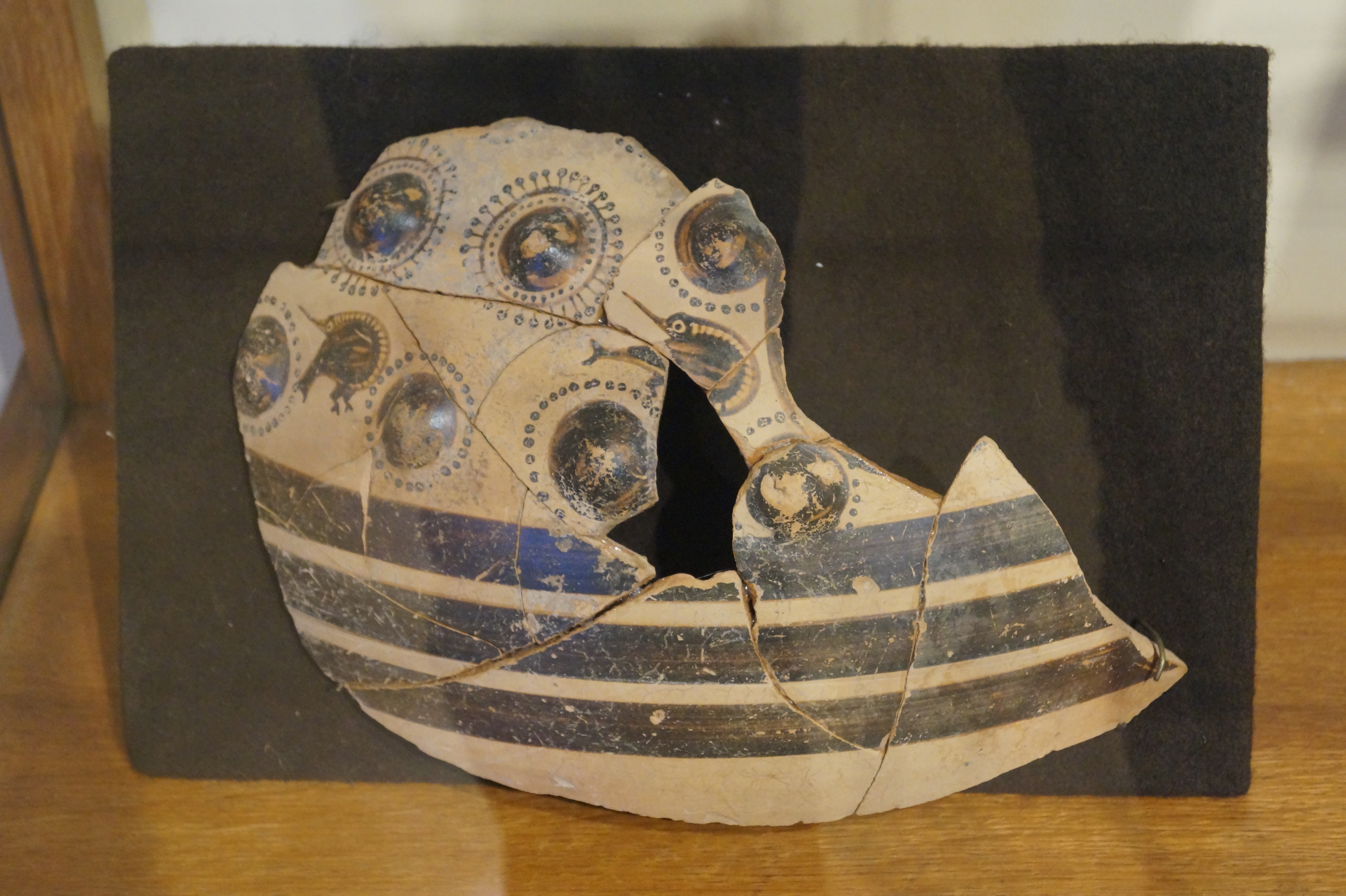
Pieza de cerámica de una de las tumbas.
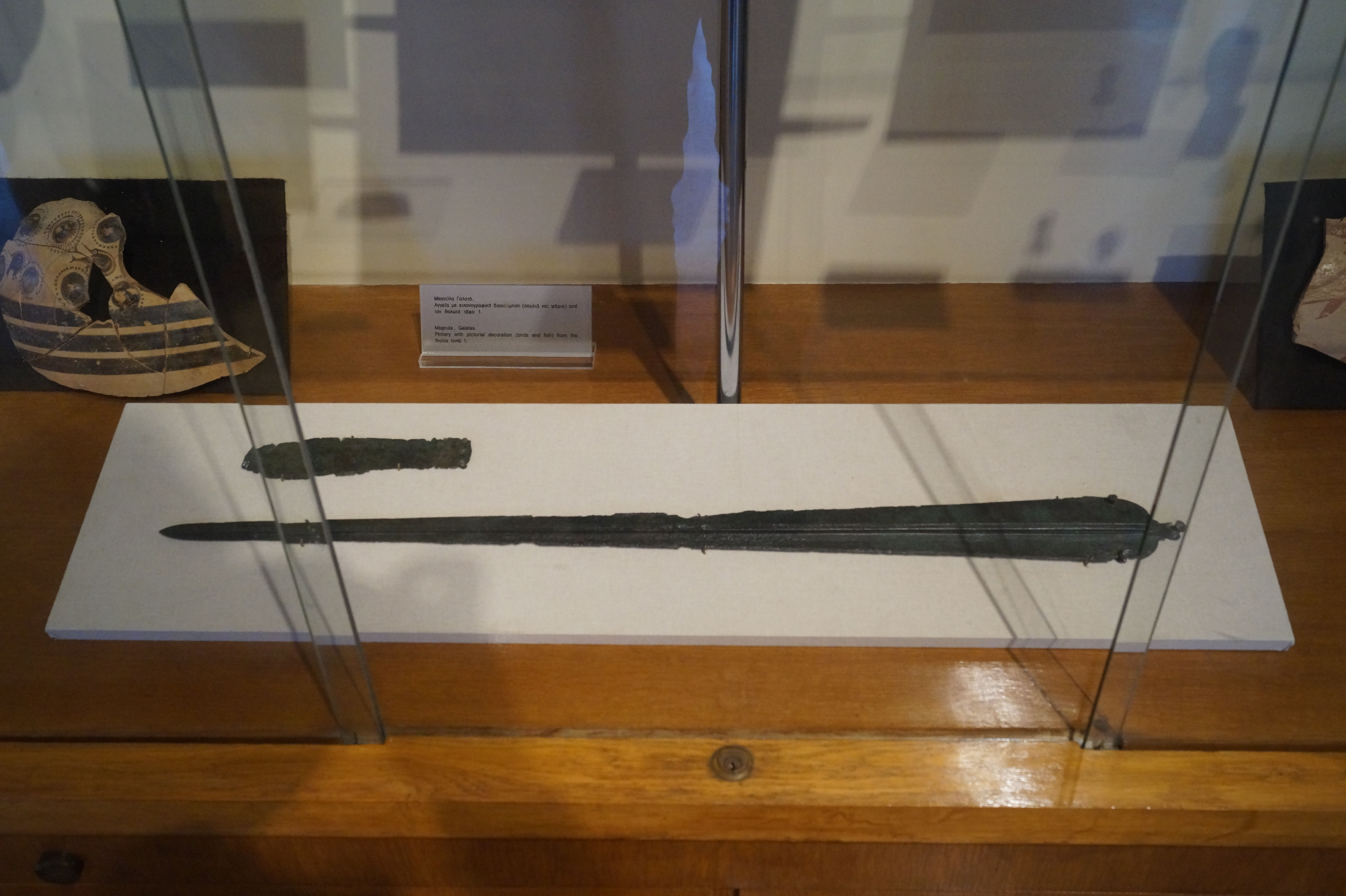
Espada de bronce.
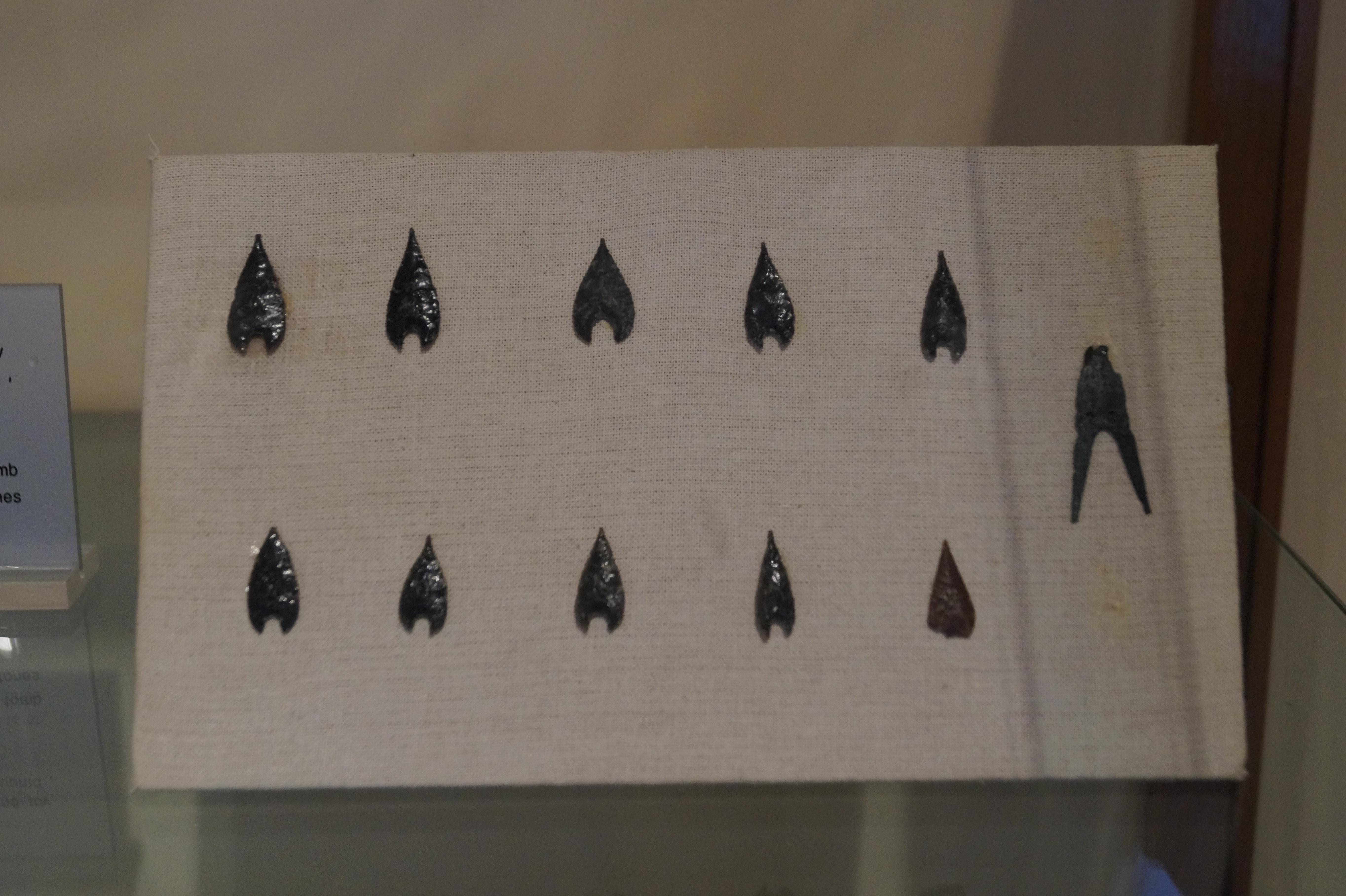
Puntas de flecha de obsidiana y bronce.